# Cryptocephalus limbifer
Cryptocephalus limbifer es una especie de insecto coleóptero de la familia Chrysomelidae.
Fue descrita científicamente en 1867 por Seidlitz.